# Mary MacKillop
Mary MacKillop o María MacKillop, también llamada Santa María de la Cruz (Fitzroy, Melbourne, Victoria, 15 de enero de 1842-Sídney, Nueva Gales del Sur, 8 de agosto de 1909), fue religiosa católica, maestra de los pobres del siglo XIX, y la primera santa australiana. Junto con Julian Tenison Woods, fundó las Hermanas de San José del Sagrado Corazón (en inglés Sisters of St Joseph of the Sacred Heart of Jesus), denominadas las Josefinas. Fue proclamada santa por la Iglesia católica el 17 de octubre de 2010.

## Biografía
Mary Helen MacKillop nació en Fitzroy, en la periferia de Melbourne, Victoria, en 1842. De padres escoceses, su familia se fue quedando pobre y tuvo que tomar un trabajo como institutriz a la edad de 16 años. Encontró al padre Julian Tenison Woods quien quería fundar una congregación religiosa. Quería que sus miembros vivieran en la pobreza y que se consagraran a la instrucción de los niños pobres. Mary MacKillop fundó en 1866 la congregación de las Hermanas de San José del Sagrado Corazón, de la cual fue su primer miembro y su superiora. Funda además la Escuela de San José en un establo sin uso en Penola, Australia.
La Congregación creció rápidamente y se extendió hasta Adelaida, Australia, y a otras regiones de la colonia. La naturaleza independiente de la organización trajo conflictos con el obispo de Adelaida y en 1871 Mary MacKillop fue excomulgada por "insubordinación". Las religiosas fueron entonces desapareciendo y, ya que la excomunión era inadmisible, el obispo retira dicha excomunión cinco meses más tarde. Las Josefinas comienzan nuevamente a trabajar en el Outback y en otras ciudades australianas.
MacKillop era una persona adelantada a su tiempo ya que ella dirigía a todo el conjunto de las religiosas en una época en que Australia estaba dividida en colonias. En 1873 se dirigió a Roma para obtener la aprobación pontificia del papa Pío IX para que permitiera a las Josefinas mantener su autonomía. La dirección de las Josefinas no recibió desde entonces la interferencia de los obispos de las diócesis australianas ni tampoco del padre Woods.
Mary MacKillop creó además escuelas, conventos y establecimientos de caridad como orfanatos, refugios para los sin techo, los indigentes, los ancianos, los ex-prisioneros y las prostitutas, tanto en Australia como en Nueva Zelanda.
Delicada de salud, en 1901 tuvo una hemorragia cerebral que la dejó mentalmente frágil y perdió su movilidad. Mary MacKillop falleció en 1909 en un suburbio en el norte de Sídney.

## A la gloria de los altares

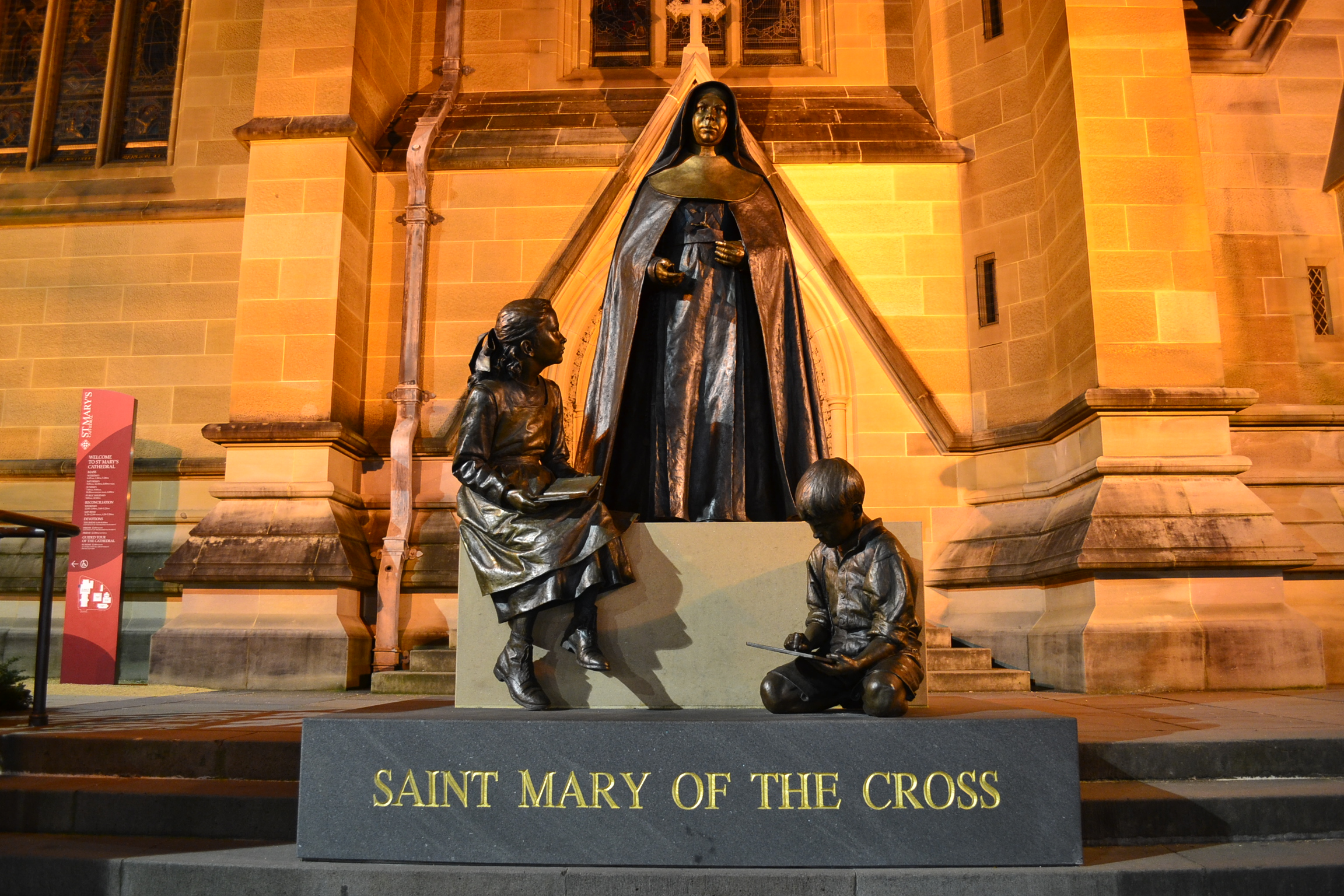
Estatua de Santa Mary MacKillop junto a la Catedral de Santa María de Sídney.

Desde su muerte, ella atrajo a gran veneración en Australia como símbolo de la Iglesia Católica. Existe una capilla en su memoria, la Mary MacKillop Memorial Chapel, que fue abierta en el norte de Sídney en 1914 y actualmente es el lugar donde reposan sus restos.
En 1973 Mary MacKillop fue propuesta para la beatificación y así en 1995 llega a ser la primera australiana en ser beatificada. El 17 de julio de 2008, el papa Benedicto XVI oró en su tumba en Sídney por la Jornada Mundial de la Juventud de 2008. El 19 de diciembre de 2009 la Santa Sede anuncia el reconocimiento de un segundo milagro atribuido a ella y a su intervención. Mary MacKillop fue canonizada el 17 de octubre de 2010 siendo así uno de los raros casos en el que un santo haya sido previamente excomulgado por la Iglesia Católica.
Las Josefinas aún están trabajando en Australia y Nueva Zelanda, así como en Irlanda, Timor Oriental y Perú. Se ocupan de la educación de los más desfavorecidos, de los inmigrantes y de los indígenas.

## Patronazgo
Santa Mary MacKillop es oficialmente la compatrona de Australia desde 2013, declarada como tal por la Congregación para el Culto Divino y la Disciplina de los Sacramentos de la Santa Sede. La patrona principal de Australia es la Virgen María Auxilio de los Cristianos, también llamada "Virgen de la Cruz del Sur", que se venera en la Catedral de Santa María de Sídney. Santa Mary MacKillop también es la patrona de la ciudad de Brisbane y de los Caballeros de la Cruz del Sur.